# 10413 Pansecchi
10413 Pansecchi eller 1997 YG20 är en asteroid i huvudbältet som upptäcktes den 29 december 1997 av San Vittore-observatoriet i Bologna. Den är uppkallad efter Luigi Pansecchi.
Asteroiden har en diameter på ungefär 8 kilometer och den tillhör asteroidgruppen Eos.